# Dicranomyia (Dicranomyia) kaurava
Dicranomyia (Dicranomyia) kaurava is een tweevleugelige uit de familie steltmuggen (Limoniidae). De soort komt voor in het Oriëntaals gebied.